# Styloleptoides inflaticollis
Styloleptoides inflaticollis là một loài bọ cánh cứng trong họ Cerambycidae.